# (582301) 2015 RM306
(582301) 2015 RM306 est un objet transneptunien classé comme centaure, découvert en 2015 avec une magnitude absolue (H) de 11,1 et donc probablement un diamètre d'environ 27 km.

## Caractéristiques physiques
(582301) 2015 RM306 est sur une orbite très elliptique et rétrograde.